# Медресе Хиёбон
Медресе Хиёбон (Хиябон) (узб. Xiyobon madrasasi) — утраченное здание медресе в Бухаре (Узбекистан). Ранее считалось, что оно возведено в 1654—1655 годах при узбекском правителе Абдулазиз-хане. Но результаты последних исследований подтвердили, что оно было воздвигнуто в 1581—1582 годах на средства матери узбекского правителя Абдулла-хана II.
Медресе входило, наряду одноимёнными мечетью и хаузом, в одноимённый архитектурный ансамбль, находившийся в бывшем квартале Хаджи Хабибулло или Хиёбон.
Медресе являлось одной из крупных в Бухаре. Было снесено при Советской власти в конце 1930-х годов. Перед сносом здания, в нём были отмечены несколько обвалов северной части, много разрушений внутри здания, во дворе.
Архитектурная планировка медресе Хиёбон отвечала установившейся обязательной традиции. Оно имело мечеть, учебную аудиторию (дарсхана) и 93 (по другим данным 80) больших и малых худжр, расположенных в два этажа по периметру двора.
Здание отличалось от других бухарских медресе массивным пештаком, как-то похожим на флакирующих башен. В композиционном отношении медресе представляло большой интерес. При его постройке, зодчими была нарушена каноническая замкнутость боковых фасадов и его наружные стены, которые обычно бывают глухими, в данном случае имели, как в медресе Кукельдаше, Бозори гусфанде и Ходжа Нихоле (последние два утрачены), открытые балконы (лоджии) второго этажа лишь на северной стороне.